# Slavo Šerc
Slavo Šerc, slovenski prevajalec in esejist, * 1959, Maribor.
Prevaja iz nemščine.

## Življenje in delo
Po maturi na 3. gimnaziji v Mariboru študiral slovenski jezik s književnostjo ter primerjalno književnost in literarno teorijo na Filozofski fakulteti v Ljubljani. Diplomiral leta 1984. V študijskem letu 1984/85  se je študijsko izpopolnjeval na Univerzi v Hamburgu iz nemškega jezika. Do leta 2006 je bil pogodbeni lektor za slovenščino na Univerzi v Münchnu, zdaj je na Univerzi v Regensburgu. 2016 je bil prejemnik Hessejeve štipendije (Calwer Hermann-Hesse-Stipendium). Pri raziskovanju dela Uweja Johnsona je študijsko bival v Angliji (London) in ZDA (New York City).
V slovenskih medijih objavlja eseje in kolumne na teme sodobne nemške književnosti in filozofije. Prevode iz nemščine v slovenščino objavlja v knjigah, v literarnih revijah in na radiu. Prvi je v slovenščino prevajal nobelovki (še preden so jima podelili nagrado) Elfriede Jelinek in Herto Müller.